# Факультет журналістики МДУ
Факультет журналістики Московського державного університету імені М. В. Ломоносова — один з гуманітарних факультетів МДУ. Займає колишній Аудиторний корпус університету в центрі Москви, напроти Манежу (будинок № 9 по Моховій вулиці), перебудована в 1830-х роках за проєктом Євграфа Тюріна з міської садиби Пашкових («другий будинок Пашкова»).

## Історія
Засновано 1952 року розпорядженням Ради міністрів СРСР на базі створеного 1947 року відділення журналістики при філологічному факультеті МДУ та редакційно-видавничого факультету Московського поліграфічного інституту. Декан — доцент Євген Худяков. На факультеті були кафедри: історії, теорії і практики радянської преси (завідувач від 1952 року — Євген Худяков), історії російської журналістики і літератури (завідувач від 1952 року — доцент Юхим Ухалов), редакційно-видавничої справи (завідувач від 1953 року — доцент Василь Вдовиченко, від 1954 року — доцент Олександр Западов), стилістики російської мови (завідувач від 1952 року — професор Костянтин Билинський.
1955 року створено кафедру історії зарубіжної преси та літератури, завідувачем став доцент Ясен Засурський. 1957 року завідувачем новоствореної кафедри російської журналістики і літератури був призначений Олександр Западов. 1958 року з'явилася кафедра радіомовлення і телебачення, завідувач — професор Всеволод Ружников.
1962 року відбулися перші вибори керівників факультетів, деканом факультету журналістики обрано Євгена Худякова. В кінці 1963 року у зв'язку з погіршенням здоров'я він був змушений звернутися до ректора Івана Петровського з заявою про звільнення його від обов'язків декана.
1965 року деканом факультету обрано Ясена Засурського, який виконував обов'язки від 1964 року. В ці роки на факультеті викладали доцент Василь Попов (завідувач кафедри газетної справи і засобів інформації), професор Дітмар Розенталь (завідувач кафедри стилістики), професор Елеонора Лазаревич, Юхим Ліхтенштейн, Ольга Панкіна, Олександр Мішуріс, професор Енвер Багіров, Володимир Пельт. 1966 року починається видання журналу «Вісник Московського університету. Серія „Журналістика“».
1968 року на факультеті вперше проведено свято посвяти в журналісти, яке стало традиційним.
Пізніше створено лабораторію з вивчення функціювання друку, радіо і телебачення (1969), відділення «Фотожурналістика» (1973), міжнародне відділення (1975), кафедра літературно-художньої критики і публіцистики (1977), навчально-методичне об'єднання державних університетів Російської Федерації за фахом «Журналістика» (1986), кафедра економічної журналістики та реклами (1989), кафедра соціології журналістики (1990).
У 1970-ті та 1980-ті роки на факультеті викладали знавці світової та російської літератури. Їх лекції незмінно закінчувалися оплесками, а конспекти передавалися з рук у руки. Це професор Єлизавета Кучборська, доцент Нінель Ваннікова, доцент Євгенія Привалова, професор Едуард Бабаєв, професор Владислав Ковальов, професор Галина Біла.
Факультет підтримував тісні зв'язки з професійною спільнотою: провідні журналісти країни читали спецкурси для студентів, брали участь у проведенні вступних іспитів на етапі творчого конкурсу, проводили гостьові лекції для студентів. Легендою журфаку стали спецкурс Володимира Шахиджаняна і Школа юних журналістів (ШЮЖ), які підготували десятки талановитих публіцистів. Безумовним моральним і професійним авторитетом студентів телевізійного відділення став професор Сергій Муратов.
В середині 1990-х років на факультеті активно розвивалися міжнародні центри, в яких студенти вивчають мову, ЗМІ та культуру інших країн. Першим з них відкрився Вільний російсько-німецький інститут публіцистики (1994), створений фахівчинею з друку Німеччини професоркою Галиною Вороненковой. Потім відкрилися Французький коледж журналістики (1994), Центр фінсько-російських досліджень журналістики, масових комунікацій і культури (1996, директорка — доцентка Олена Вартанова).

## Діяльність

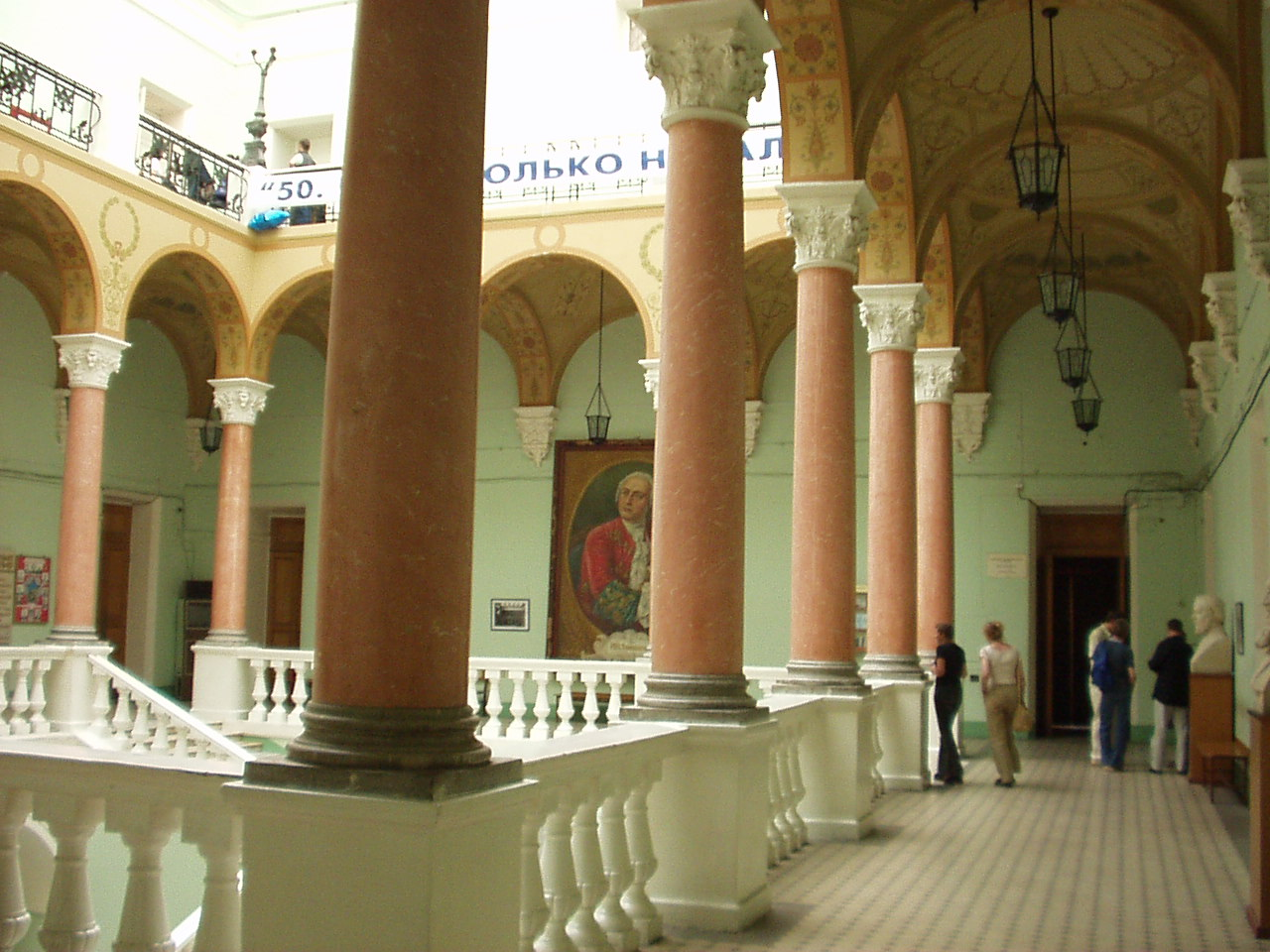
Атріум факультету зберіг декор 1830-х років

У складі факультету працюють 15 кафедр. На журфаці працюють навчальні теле — і радіостудія, друкарня. Існує лабораторія медіакультури і комунікації.
Навчання журналістів у МДУ базується на принципах фундаментальної університетської освіти. Навчальний план складається з декількох основних циклів: суспільно-політичні та філологічні дисципліни, а також дисципліни спеціалізації. В рамках суспільно-політичних дисциплін студенти вивчають курси вітчизняної та зарубіжної історії, основи економічної теорії, філософської думки, соціальної психології, естетику та історію релігій. Вагомий філологічний фундамент освіти включає вивчення російської та зарубіжної літератури, сучасної російської мови. Навчальний план передбачає вивчення двох іноземних мов.
Провідний напрям у професійній підготовці журналістів займають дисципліни спеціалізації. Лекції та практичні заняття побудовані таким чином, щоб студенти опанували як теорію, так і практику журналістики та інших видів масової комунікації, здобули навички практичної роботи в ЗМІ. Студенти вивчають технологію та методи творчої діяльності журналіста, редакційний менеджмент і медіа-економіку, набувають навичок підготовки журналістських текстів. У процесі навчання студенти проходять практику спочатку в навчальній газеті «Журналіст», потім — у газетах, на радіо й телебаченні, в онлайн-ЗМІ.

## Політична активність

### СРСР
21 грудня 1980 року, в день пам'яті Джона Леннона, кілька студентів міжнародного відділення журфаку взяли участь у несанкціонованому мітингу пам'яті Леннона на Ленінських горах, за що були затримані та провели кілька годин в ІТТ. Один зі студентів (Андрій Марчик) запропонував у своєму виступі на мітингу перейменувати Ленінські гори на «Леннонські».
Влітку 1988 року білу з золотом меморіальна дошка Михайлу Суслову, відкриту 19 листопада 1982 року ліворуч від входу в будівлю факультету, залито чорнилом. Через деякий час, в лютому 1989 року, дошку знято.

### Росія
У листопаді 2010 року на фасаді будівлі факультету було розміщено чорний плакат «Хто бив Кашина?». Відповідальність за це взяла на себе група студентів «Інший журфак» (рос. Другой журфак).
У жовтні 2011 року на факультеті відбулася зустріч президента Росії Дмитра Медведєва зі студентами та активістами молодіжних рухів. Як стверджували очевидці, справжніх студентів журфаку там було осіб з 10, решта — активісти рухів «Наші», «Молода гвардія» тощо. Разом з тим, студенти факультету (зокрема, Віра Кічанова) намагалися прорватися до президента, але були затримані. На зустріч пускали тільки за заздалегідь визначеними списками, питання також узгоджували заздалегідь. Студенти і випускники звернулися до ректора МДУ Віктора Садовничого з відкритим листом, де обурювалися, що журфак «був використаний як майданчик для передвиборчої зустрічі лідера однієї з партій з „підсадними качками“», пропонували «вимагати вибачень від Дмитра Медведєва і гарантувати, що подібна ситуація не повториться в майбутньому».
Щоб виправити негативне враження від зустрічі на журфаці, президент провів у січні 2012 року повторну зустріч, куди було запрошено лише студентів. Дмитро Медведєв близько двох годин відповідав на гострі запитання. Зокрема, на запитання одного з учасників зустрічі, чи не побоюється він суду і страти за свої дії, якщо в Росії відбудеться революція, Дмитро Медведєв сказав, що «нічого не боїться» і «за свої ідеали готовий померти».

## Викладачі
На факультеті в різні роки працювали: Дітмар Розенталь, Олександр Западов, Костянтин Билинський, Рудольф Борецький, Єлизавета Кучборська, Всеволод Ружніков, Євген Прохоров, Сергій Муратов, Ілля Толстой, Спартак Бєглов, Анатолій Бочаров, Володимир Пельт, Вікторія Ученова, Галина Біла.

## Керівники факультету
- Декан — професор Олена Вартанова
- Президент — професор Ясен Засурський

## Кафедри

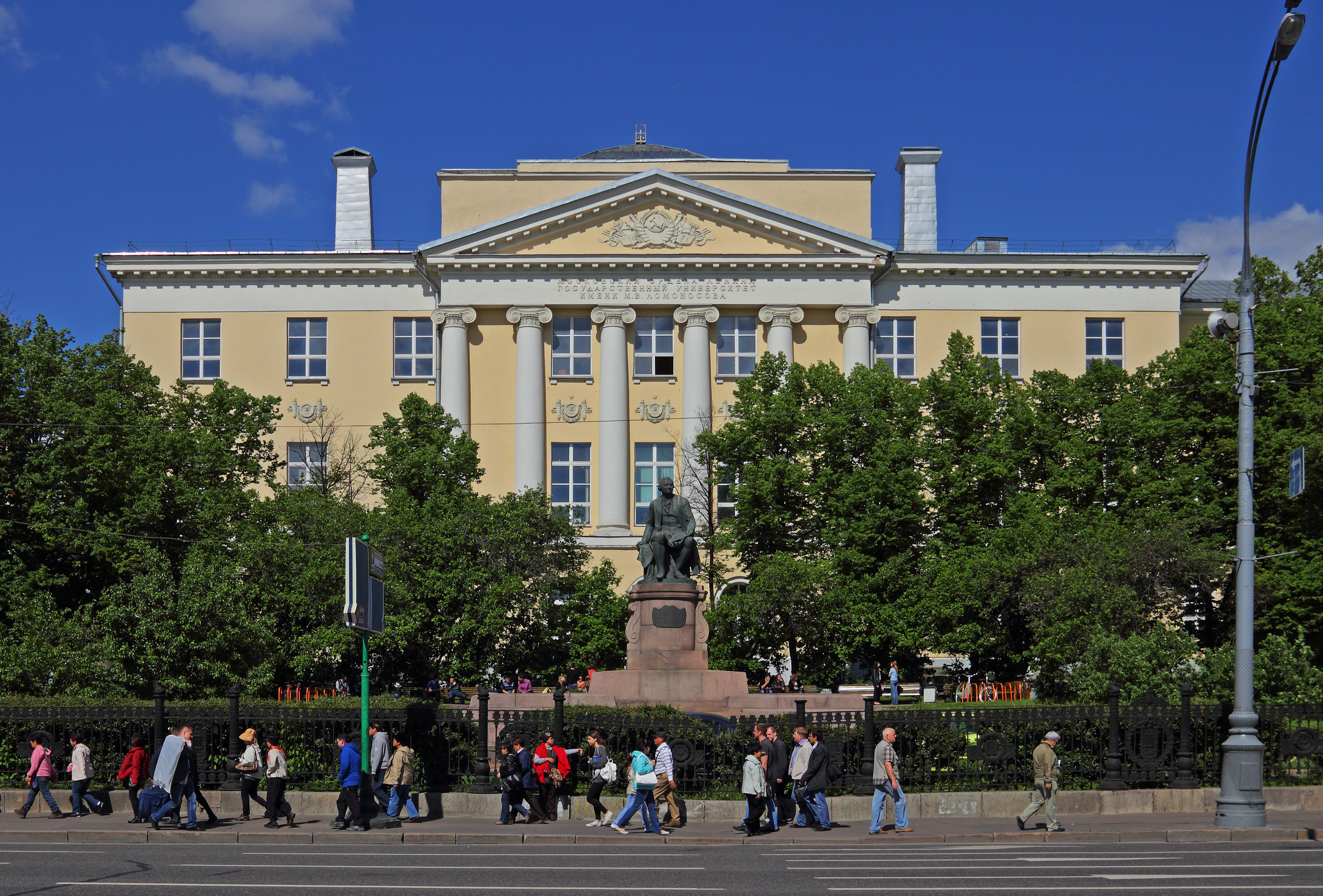
Будівля факультету журналістики МДУ — колишній Аудиторний корпус

На факультеті журналістики 15 кафедр:
- періодичної преси
- телебачення і радіомовлення
- фотожурналістики і технологій ЗМІ
- теорії та економіки ЗМІ
- нових медіа та теорії комунікації
- реклами та зв'язків з громадськістю
- соціології масових комунікацій
- стилістики російської мови
- теорії і методики редагування
- медіа-лінгвістики
- зарубіжної журналістики і літератури
- історії російської літератури та журналістики
- історії та правового регулювання вітчизняних ЗМІ
- літературно-художньої критики і публіцистики
- Кафедра ЮНЕСКО з журналістики і масової комунікації

## Центри
На факультеті діють центри дослідження вітчизняної і зарубіжної журналістики:
- Ібероамериканський центр вивчення журналістики та культури
- Франко-російський центр журналістики
- Вільний російсько-німецький інститут публіцистики
- Центр з вивчення ЗМІ Фінляндії та Скандинавії «НордМедіа»
- Російсько-японський центр з вивчення ЗМІ і культури
- Італо-російський центр вивчення ЗМІ, культури і комунікації
- Центр британської журналістики та ЗМІ
- Російсько-індійський центр ЗМІ
- Центр російсько-китайських досліджень журналістики, масових комунікацій і культури
- Центр гендерних досліджень засобів масової інформації і комунікації
- Центр медіапсихології